# Peugeot 905
Peugeot 905 är en sportvagn, tillverkad av den franska biltillverkaren Peugeot mellan 1990 och 1993.

## Bakgrund
Peugeot hade byggt upp en framgångsrik rallyverksamhet i början av åttiotalet som vunnit rally-VM två år i rad 1985 och 1986, men när Grupp B-bilarna förbjöds efter säsongen 1986 såg man sig om efter någon annan gren inom bilsporten. Valet föll på sportvagnsracing, med målet att vinna Le Mans 24-timmars. FIA hade annonserat ändringar i reglementet till säsongen 1991 och Peugeot byggde sin bil för att passa den nya 3,5-litersformeln.

## Utveckling

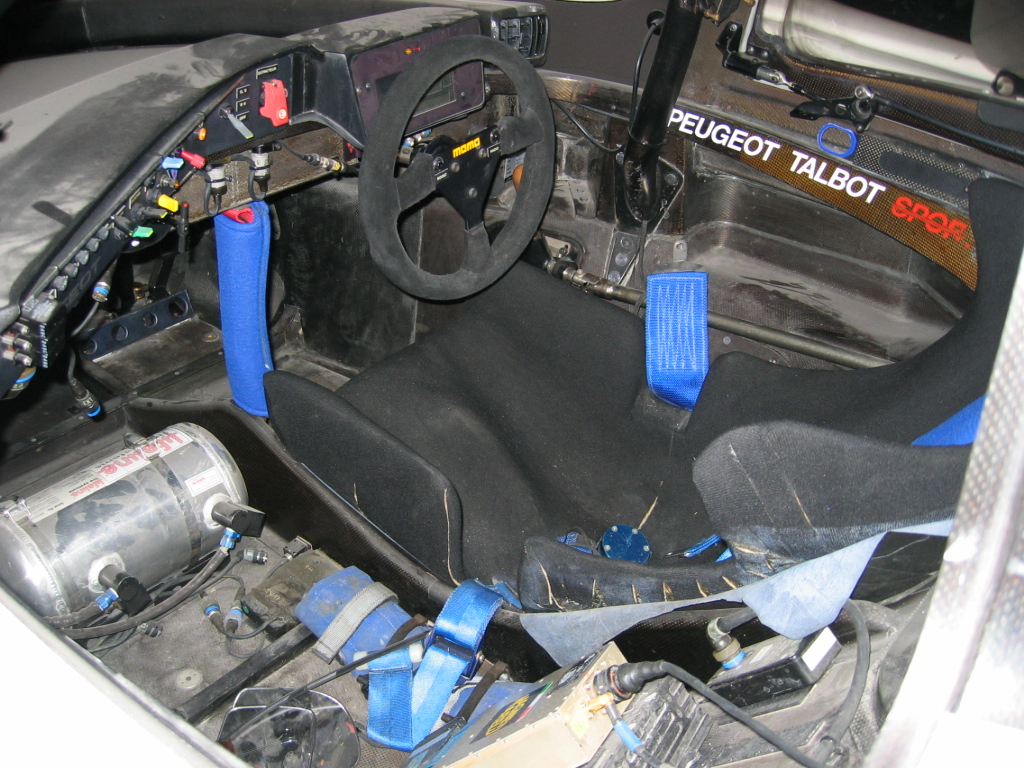
Interiören i Peugeot 905.

Peugeot tog hjälp av flygplanstillverkaren Dassault Aviation för att tillverka chassit i gjuten kolfiber. Motorn fick den då mycket udda konfigurationen med tio cylindrar i V-form, men typen blev mycket vanlig inom formel 1 senare under nittiotalet.
Bilen debuterade i sportvagns-VM i slutet av 1990, men som så många andra bilar drogs den med många problem den första säsongen. Peugeot uppdaterade främst aerodynamiken under 1991. Till 1992 drog sig de stora stallen ur sportvagns-VM och Peugeots främsta konkurrent under säsongen var Toyota. Året därpå lades mästerskapet ner på grund av brist på deltagare. Peugeot körde bara Le Mans-loppet under säsongen, därefter lade man ned sin sportvagnssatsning.
905:ans motor levde vidare som drivkälla till formel 1-bilar. Peugeot levererade motorer under resten av nittiotalet åt McLaren, Jordan F1 och Prost Grand Prix.

## Tekniska data
| Tekniska data               | 905                                                                   |
| --------------------------- | --------------------------------------------------------------------- |
| Motor:                      | Mittmonterad 10-cylindrig V-motor                                     |
| Cylindervolym:              | 3499 cm³                                                              |
| Borrning x slaglängd:       | 91,0 x 53,8 mm                                                        |
| Max effekt vid varvtal:     | 650 hk vid 12 500 v/min                                               |
| Ventilstyrning:             | Dubbla överliggande kamaxlar per cylinderrad, 4 ventiler per cylinder |
| Bränslesystem:              | Bränsleinsprutning                                                    |
| Växellåda:                  | 6-växlad manuell                                                      |
| Hjulupphängning fram & bak: | Dubbla tvärlänkar, skruvfjädrar, krängningshämmare                    |
| Bromsar:                    | Hydrauliska skivbromsar i kolfiber                                    |
| Chassi & kaross:            | Självbärande monocoque av kolfiber                                    |
| Hjulbas:                    | 280 cm                                                                |
| Torrvikt:                   | 750 kg                                                                |

## Tävlingsresultat

### Sportvagns-VM 1990
Peugeot ställde upp i de två sista tävlingarna 1990, med en trettonde plats i Mexiko som bästa resultat.

### Sportvagns-VM 1991
Stallet tog sin första vinst i 1991 års första lopp i Japan, med Mauro Baldi, Philippe Alliot och Keke Rosberg. Bilen vann sedan två dubbelsegrar vid franska Magny-Cours och i Mexiko, bägge tävlingarna med Keke Rosberg och Yannick Dalmas före Philippe Alliot och Mauro Baldi.
Peugeot Talbot Sport slutade på en andraplats i VM, efter Jaguar.

### Sportvagns-VM 1992
Under säsongen 1992 tog Peugeot tre segrar på sex lopp, däribland Le Mans 24-timmars med Yannick Dalmas, Derek Warwick och Mark Blundell.
Stallet vann mästerskapstiteln, och Yannick Dalmas och Derek Warwick delade på titeln i förar-VM.

### Le Mans 1993
Sedan sportvagns-VM-lagts ned inför 1993 körde Peugeot bara en tävling under året, på Le Mans. Insatsen slutade med en trippelseger med Eric Hélary, Christophe Bouchut och Geoff Brabham på första plats, Thierry Boutsen, Yannick Dalmas och Teo Fabi som tvåa och Philippe Alliot, Mauro Baldi och Jean-Pierre Jabouille på tredje plats.